# Kilkenny GAA
Pour les articles homonymes, voir Kilkenny (homonymie).
Le Kilkenny GAA est une sélection sportive irlandaise basée dans la province de Leinster et pratiquant les sports gaéliques : Hurling,  et camogie., le Kilkenny GAA évolue au 
Nowlan Park à Kilkenny.
Kilkenny GAA est une des équipes de hurling avec le plus grand palmarès de l’histoire. Cette équipe a participé à 56 finales du All-Ireland Senior Hurling Championship et en a gagné 34. Seul Cork a un plus beau palmarès en hurling.
Kilkenny est aussi la meilleure équipe de la dernière décennie parvenant en finale 6 fois. Elle est aussi la seule équipe à avoir gagné trois fois consécutivement le championnat (1911 à 1913).
Kilkenny est le seul comté de la GAA à ne pas participer aux compétitions nationales seniors de football, et ce depuis 1982.

## Palmarès de hurling
- All-Ireland Senior Hurling Championship: 34
  - 1904, 1905, 1907, 1909, 1911, 1912, 1913, 1922, 1932, 1933, 1935, 1939, 1947, 1957, 1963, 1967, 1969, 1972, 1974, 1975, 1979, 1982, 1983, 1992, 1993, 2000, 2002, 2003, 2006, 2007, 2008,  2009, 2011, 2012 et 2014.

- All-Ireland Under 21 Hurling Championships: 11
  - 1974, 1975, 1977, 1984, 1990, 1994, 1999, 2003, 2004, 2006 et 2008

- All-Ireland Minor Hurling Championship: 20
  - 1931, 1935, 1936, 1950, 1960, 1961, 1962, 1972, 1973, 1975, 1977, 1981, 1988, 1990, 1991, 1993, 2002, 2003, 2008 et 2010.

- All-Ireland Junior Hurling Championships: 9
  - 1928, 1946, 1951, 1956, 1984, 1986, 1988, 1990, 1995

- National Hurling League: 16
  - 1933, 1962, 1966, 1976, 1982, 1983, 1986, 1990, 1995, 2002, 2003, 2005, 2006, 2009, 2012 et 2013.

- Leinster Senior Hurling Championships: 68
  - 1888, 1893, 1895, 1897, 1898, 1900, 1903, 1904, 1905, 1907, 1909, 1911, 1912, 1913, 1916, 1922, 1923, 1925, 1926, 1931, 1932, 1933, 1935, 1936, 1937, 1939, 1940, 1943, 1945, 1946, 1947, 1950, 1953, 1957, 1958, 1959, 1963, 1964, 1966, 1967, 1969, 1971, 1972, 1973, 1974, 1975, 1978, 1979, 1982, 1983, 1986, 1987, 1991, 1992, 1993, 1998, 1999, 2000, 2001, 2002, 2003, 2005, 2006, 2007, 2008, 2009, 2010, 2011

- Leinster Under 21 Hurling Championships: 21
  - 1968, 1974, 1975, 1976, 1977, 1980, 1981, 1982, 1984, 1985, 1988, 1990, 1993, 1994, 1995, 1998, 1999, 2003, 2004, 2005, 2006, 2008, 2009, 2012.

- Leinster Minor Hurling Championships: 53
  - 1930, 1931, 1932, 1933, 1935, 1936, 1937, 1939, 1942, 1948, 1949, 1950, 1951, 1955, 1956, 1957, 1958, 1959, 1960, 1961, 1962, 1969, 1971, 1972, 1973, 1974, 1975, 1976, 1977, 1978, 1979, 1981, 1982, 1984, 1988, 1990, 1991, 1992, 1993, 1994, 1995, 1996, 1997, 1998, 1999, 2001, 2002, 2003, 2004, 2006, 2008, 2009, 2010.

- Leinster Junior Hurling Championships: 25
  - 1909, 1911, 1913, 1916, 1928, 1930, 1935, 1939, 1941, 1946, 1949, 1951, 1956, 1958, 1983, 1984, 1986, 1988, 1989, 1990, 1991, 1993, 1994, 1995, 1996, 2002

## Palmarès de football gaélique
Kilkenny est le seul des 32 comtés d'Irlande à ne pas présenter d’équipe de football gaélique au All-Ireland Senior Football Championship.
- Leinster Senior Football Championships: 3
  - 1888, 1900, 1911